# Fumimaro Konoe
Fumimaro Konoe (japonsky 近衛文麿, Konoe Fumimaro; 12. října 1891 Kódžimači, Tokio – 16. prosince 1945 Tokio) byl japonský politik a ve dvou obdobích předseda japonské vlády. Během jeho funkčních období došlo k japonské invazi do Číny v roce 1937 a k rozpadu diplomatických vztahů, jenž vedl ke vstupu Japonska do druhé světové války. Rovněž sehrál ústřední roli při transformaci své země na totalitní stát přijetím Zákona o národní mobilizaci a založením Asociace pro podporu trůnu.
Navzdory Konoeovým pokusům o řešení napětí se Spojenými státy přísný časový harmonogram vynucený armádou a nepružnost jeho vlády dovedly Japonsko do války. Když se nepodařilo dosáhnout mírové dohody, Fumimaro Konoe dne 18. října 1941 před vypuknutím nepřátelství rezignoval na funkci předsedy vlády. Zůstal však blízkým poradcem císaře až do konce druhé světové války. Po skončení války spáchal 16. prosince 1945 sebevraždu.